# Marcus Paige
Marcus Taylor Paige (ur. 11 września 1993 w Cedar Rapids) – amerykański koszykarz, występujący na pozycjach rozgrywającego lub rzucającego obrońcy, obecnie zawodnik Partizanu NIS Belgrad.
W 2012 wystąpił w meczu gwiazd amerykańskich szkół średnich – McDonald’s All-American, został też uznany najlepszym zawodnikiem szkół średnich stanu Iowa (Iowa Gatorade Player of the Year, Iowa Mr. Basketball).
11 lipca 2018 podpisał dwuletni kontrakt z serbskim Partizanem NIS Belgrad.

## Osiągnięcia
Stan na 17 lutego 2020, na podstawie, o ile nie zaznaczono inaczej.
NCAA
- Wicemistrz NCAA (2016)
- Uczestnik:
  - rozgrywek Sweet 16 turnieju NCAA (2015, 2016)
  - turnieju NCAA (2013–2016)
- Mistrz:
  - turnieju konferencji Atlantic Coast (ACC – 2016)
  - sezonu regularnego ACC (2016)
- MVP turnieju Hall of Fame Tip-Off Naismith Bracket (2014)
- Największy postęp konferencji ACC (2014)
- Zaliczony do:
  - I składu:
    - Academic All-American (2016)
    - ACC (2014)
    - turnieju:
      - ACC (2015, 2016)
      - Hall of Fame Tip-Off Naismith Bracket (2014)

    - najlepszych pierwszorocznych zawodników ACC (2013)

  - II składu:
    - All-American (2014 przez Sporting News)
    - Academic All-American (2014, 2015)
    - ACC (2015)
    - turnieju ACC (2013)

  - składu All-ACC Honorable Mention (2016)
- Lider ACC w skuteczności rzutów[4]:
  - wolnych (2014)
  - za 3 punkty (2014)

Drużynowe
- Wicemistrz Serbii (2020)
- Zdobywca Pucharu Serbii (2019, 2020)